# 섹스 스캔들
섹스 스캔들(sex scandal) 또는 성 스캔들은 부도덕할 수 있는 성행위에 대한 주장이나 정보가 포함된 공개 스캔들이며, 영화배우, 정치인, 유명 운동선수 또는 대중의 눈에 띄는 다른 사람들의 성행위와 관련이 있다. 성 스캔들은 유명한 인물이 연루된 경우, 위선에 대한 인식이 있는 경우, 공인의 성적 취향이 비표준적인 경우 또는 합의되지 않은 행위가 연루된 경우 주목을 받는다. 스캔들은 현실, 허위 주장의 산물, 또는 이 두 가지가 혼합된 것에 근거할 수 있다. 스캔들이 사실에 기반을 두든 아니든, 연예인이 대중의 눈에서 사라지거나 유명 정치인의 사임으로 이어질 수 있다.
정치인이 연루된 성추문은 정치 스캔들이 되는 경우가 많으며, 특히 은폐를 시도하거나 불법 행위가 의심되는 경우에는 더욱 그렇다. 은폐 시도에는 보상, 위협 또는 극단적인 경우 살인이 포함된다.

## 같이 보기
- 캐스팅 카우치
- 분류:섹스 스캔들